# Teologia pratica
La teologia pratica (o teologia applicata), come presuppone lo stesso suo nome, è lo studio della teologia cristiana fatto in modo tale da renderlo utile o applicabile. In altre parole, la teologia pratica è lo studio della teologia finalizzato alla sua utilizzazione pratica, rilevante alla vita di tutti i giorni.
Un seminario teologico descrive il suo programma di teologia pratica come lo studio dedicato all'applicazione pratica dei concetti teologici e che, generalmente, include, fra l'altro, le discipline della teologia pastorale, dell'omiletica e dell'educazione cristiana. Un altro seminario considera lo scopo della teologia pratica quello di preparare ed aiutare gli studenti a tradurre le conoscenze apprese nell'effettivo servizio delle persone, nell'ambito della vita familiare e personale come pure nell'amministrazione della chiesa e nei suoi ministeri educativi. Scopo della teologia pratica, si afferma, è sviluppare comunicatori efficaci del messaggio biblico che contemplino la crescita spirituale dei credenti.
Altri considerano la teologia pratica semplicemente come designazione tecnica della dottrina della vita cristiana. Essa pone l'accento su come l'insegnamento biblico influisca sul nostro modo di vivere nel mondo contemporaneo. Si tratta quindi non semplicemente di comprendere le dottrine teologiche ma di applicarle nella vita cristiana concreta tanto da contribuire a far diventare questo mondo ciò che Dio aveva inteso fin dall'inizio. Presupposto della teologia pratica è far sì che il ministro di Dio non solo abbia adeguate conoscenze teologiche, ma anche le capacità professionali necessarie per svolgere nel modo migliore il suo compito in questo mondo. I programmi di teologia pratica fanno uso dell'omiletica, della didattica, e della consulenza cristiana per preparare i futuri ministri di Dio al compito che dovranno svolgere.
Si potrebbe definire la teologia pratica come quella riflessione teologica che si basa nella vita della chiesa, della società e dell'individuo, e che criticamente ricupera la teologia del passato per sviluppare costruttivamente la teologia del futuro.

## Origine di questa disciplina
La teologia sistematica è stata "inventata" come tale, per la prima volta, nel diciottesimo secolo nelle facoltà di teologia tedesche. Allora la "enciclopedia teologica" era suddivisa in: (1) studi biblici; (2) teologia sistematica, e (3) storia della chiesa. Friedrich Schleiermacher propone così una quarta disciplina, cioè la "teologia pratica", che avrebbe sviluppato le "regole dell'arte" per la vita ed il ministero cristiano. Attraverso i secoli successivi, però, la teologia pratica si è fondamentalmente sviluppata come applicazione dei risultati delle prime tre discipline, che assume la forma di corsi di omiletica, di cura pastorale e di didattica. Dalla metà del ventesimo secolo vi è stata una rinascita degli studi di teologia pratica, allorché i "teologi pratici" aspirano non solo ad applicare i risultati degli altri campi di studio, ma a fare "teologia costruttiva". I "teologi pratici" sostanzialmente cercano di affrontare temi che fan parte della vita concreta in questo mondo, e non tanto di risolvere problemi teoretici astratti.

## Suddivisione
Si potrebbero delineare le sotto-categorie della teologia pratica come segue:
- Teologia morale (etica cristiana)
  - Teologia morale fondamentale
  - Teologia morale sociale
  - Teologia morale sessuale e famigliare, tematiche relative a matrimonio, famiglia e genere
  - Teologia ascetica e mistica
- Teologia pastorale
  - Il culto cristiano (approccio pastorale alla liturgia)
    - Salmodia ed innologia
    - I sacramenti

  - Educazione cristiana
  - Comunicazione dell'Evangelo
    - Missiologia
    - Evangelizzazione
    - Apologetica
    - Omiletica
    - Catechetica
    - Ecumenismo
- La vita cristiana (spiritualità)
  - Conversione, fede e ravvedimento
  - Crescita spirituale del credente e della comunità cristiana, i Mezzi della grazia.
  - Letteratura devozionale
  - Preghiera e meditazione
  - Risveglio, riforma e rinnovamento

Semplificando, quando la teologia pratica viene presentata come introduzione alle tradizionali attività dei parroci, viene suddivisa in: omiletica, catechetica, ministero e liturgia.